# Mikroregion São Jerônimo

Mikroregion São Jerônimo

Mikroregion São Jerônimo – mikroregion w brazylijskim stanie Rio Grande do Sul należący do mezoregionu Metropolitana de Porto Alegre. Ma powierzchnię 24.863,7 km²

## Gminy
- Arroio dos Ratos
- Barão do Triunfo
- Butiá
- Charqueadas
- General Câmara
- Minas do Leão
- São Jerônimo
- Triunfo
- Vale Verde